# The Word Alive
The Word Alive — американський металкор гурт з Фенікса, штат Аризона, США. Сформована в 2008 році, група підписала контракт з Fearless Records. Їх дебютний мініальбом  Empire, досяг 15-тої сходинки у Top Heatseekers, зустрівши велику кількість позитивних відгуків після його випуску в 2009 році. 31 серпня 2010 група випустила свій дебютний повноформатний альбом Deceiver,  який досяг 97 місця у Billboard 200 і 15 в Top Independent Albums.

## Історія

### Формування (2008-2009)
Група була заснована в 2008 році Крейгом Меббіттом (вокал), Заком Хансеном (соло-гітара) і Тоні Піццуті (ритм-гітара), які були колишніми членами-засновниками груп Calling of Sirens  і Clouds Take Shape . Як сторонній проект Меббітт проводив більшу частину часу з Escape the Fate. Поки Крейг знаходився з ETF, інші учасники гурту вибрали ще 3-ох музикантів, ними стали Нік Урлахер (бас), Дасті Ріак (клавіші) і Тоні Агілера (ударні). Група записала кілька треків з наміром випустити їх як EP без лейбла, незважаючи на це, цим пісням не судилося з'явитися офіційно. Пізніше, група була змушена попросити Меббітта покинути їх ряди через те, що Крейг проводив більше часу з Escape the Fate через гастролі, і не приділяв належної уваги The Word Alive .
Днем пізніше Меббітт опублікував запис в своєму блозі на MySpace, що відхід з групи був не його рішенням і що «TWA вирішили замінити мене, в зв'язку з тим, що в той час коли вони збиралися в тур я був в дорозі і не міг з ними зв'язатися, я заснував групу з цими хлопцями і це дуже боляче, те як вони вирішили замінити мене поки я був у від'їзді ... це повна маячня ». 3 грудня, група офіційно оголосила, що Тайлер «Телль» Сміт, який раніше був одним з вокалістів In Fear and Faith і басистом в Greeley Estates, приєднався до The Word Alive як новий фронтмен. 
Відчуваючи якийсь застій у творчості, Сміт, з приходом до групи виніс амбіції групи на перший план. З його ініціативи їх цілі та зусилля стали набагато реальніші, і вони приступили до роботи над тим, що стане їх першим записом на лейблі - Empire EP .

### Empire (2009–2010)
У березні 2009 року група підписала контракт з новим лейблом . Пізніше, 26 числа цього ж місяця, група офіційно підтвердила, що цей лейбл - Fearless Records.  Сміт заявив: «Ми сподіваємося зараз тільки на гастролі, гастролі і гастролі ... ми не могли бути більш щасливі або більш вдячними за те, що зараз ми знаходимося в турі, я думаю, що, незважаючи на деякі невдачі на початку нашого шляху, ми будемо гастролювати постійно, не пропускаючи жодного концерту, у нас завжди позитивний настрій і це зробить з нас дуже сильну групу». Група оголосила про намір випустити мініальбом на лейблі Fearless Records спільно з Ендрю Уейдом в місті Окала, штат Флорида, і назвати його Empire. Диск був випущений 21 липня 2009 року, тоді ж він зайняв 15 місце в чарті «Billboard Heatseeker».
У зв'язку зі створенням мініальбому, Сміт заявив, що The Word Alive «постійно підживлюють ідеями один одного, ми беремо потроху всього, що кожен з нас хотів і складаємо докупи, що б спробувати донести до слухача хоч щось, щоб він запам'ятав пісню при першому ж прослуховуванні. Ми вважаємо себе метал-бандою яка любить багато співати. Наскільки ми любимо бути важкими, настільки ми любимо бути «епічними» і «красивими». Це працює на нас.» Після виходу EP група вирушила в кілька турів з такими групами як Alesana, A Skylit Drive і Silverstein. The Word Alive були хедлайнерами разом з We Came As Romans в Dreams & Empires Tour влітку 2009 року, з кінця липня до середини серпня. У жовтні 2009 група вирушила в тур з Silverstein, Madina Lake і I See Stars. Трохи пізніше вони так само грали на You'd Be Way Cuter in a Coffin Tour і на початку 2010 року на The Emptiness Tour з Alesana. Сингл «Battle Royale» був дуже успішний, і потрапив в популярну серію ігор Tap Tap як завантаження контент в серії Rock Band. Так само трек потрапив до збірки 2010 Vans Warped Tour Compilation і потім був оголошений як візитна картка групи. є
У лютому групу покинув барабанщик Тоні Агілера. Обидві сторони оголосили про вихід публічно. В цілому було сказано, що група хотіла барабанщика трохи іншого профілю, ніж Тоні. Агілера був замінений Джастіном Салінасом, який раніше був членом таких груп як Scars of Tomorrow and Catherine і MyChildren MyBride. 
23 березня 2010 року було випущено концертний кліп на пісню "The Only Rule Is That There Are No Rules". Варто відзначити, що в зйомках ще встиг взяти участь Тоні Агілера. Відео було показано на каналі «AOL's Noisecreep» і отримало вельми позитивні відгуки:

«The Word Alive нарешті представили відео на «The Only Rule Is That There Are No Rules ». «Ми не могли бути щасливішим» сказав Тайлер Сміт в інтерв'ю Noisecreep, коли додивився перше відео групи. Це найважчий трек на Empire EP. Очевидним вибором було показати глядачеві саме живий виступ, який приніс групі значний успіх всього за рік. «Наші живі виступи стали однією з основних причин нашого зростання» - прокоментував Сміт. Крім того пісня грає поверх самого виступу, що принесло особливий ефект. «Нашому директору прийшла в голову ідея переплетення живого звуку і запису з концерту, що чітко чутно в відео». Дія відбувалася в Glasshouse в місті Помона, штат Каліфонія.»

## Дискографія

### Студійні альбоми
- Deceiver (2010)
- Life Cycles (2012)
- Real (2014)
- Dark Matter (2016)
- Violent Noise (2018)
- Monomania (2020)

### Мініальбоми
- The Word Alive (2008)
- Empire (2009)

## Кліпи
- The Only Rule Is That There Are No Rules (2009)
- 2012 (feat. Levi Benton) (2011)
- The Wretched (2011)
- Wishmaster (2012)
- Entirety (2012)
- Life Cycles (2012)
- Play the Victim (2014)
- Lighthouse (2014)
- The Runaway (2014)
- Sellout (2016)
- Trapped (2016)